# Sverepec
Sverepec (węg. Lejtős, Szverepecz) – słowacka wieś (obec) leżąca w kraju trenczyńskim, w powiecie Považská Bystrica.
Pierwsza pisemna wzmianka o miejscowości pochodzi z roku 1321, choć pierwsi mieszkańcy pojawili się w tych okolicach już w X wieku. W latach 1981–1990 wieś była częścią miasta Powaska Bystrzyca. W 1990 roku, na wniosek mieszkańców oddzieliła się od niego i stała się ponownie samoistną jednostką.
Sverepec jest najbardziej znany jako węzeł (obecnie także punkt końcowy) autostrady D1, który został w tym miejscu oddany do użytku w 2005 roku. Przez miejscowość przebiega również droga I/61.